# Vuelta a Andalucía 2018
La Vuelta a Andalucía 2018, sessantaquattresima edizione della corsa e valevole come prova dell'UCI Europe Tour 2018 categoria 2.HC, si svolse in cinque tappe dal 14 al 18 febbraio 2018 su un percorso di 708,1 km, con partenza da Mijas e arrivo a Barbate, nella comunità autonoma dell'Andalucía in Spagna. La vittoria fu appannaggio del belga Tim Wellens, il quale completò il percorso in 17h41'50", precedendo l'olandese Wout Poels e lo spagnolo Marc Soler.
Sul traguardo di Barbate 135 ciclisti, su 153 partiti da Mijas, portarono a termine la competizione.

## Tappe
| Tappa  | Data        | Percorso                              | km    | Vincitore di tappa | Leader cl. generale |
| ------ | ----------- | ------------------------------------- | ----- | ------------------ | ------------------- |
| 1ª     | 14 febbraio | Mijas > Granada                       | 197,6 | Thomas Boudat      | Thomas Boudat       |
| 2ª     | 15 febbraio | Otura > Alto de las Allanadas         | 140   | Wout Poels         | Wout Poels          |
| 3ª     | 16 febbraio | Mancha Real > Herrera                 | 165,1 | Sacha Modolo       | Sacha Modolo        |
| 4ª     | 17 febbraio | Siviglia > Alcalá de los Gazules      | 191,2 | Tim Wellens        | Tim Wellens         |
| 5ª     | 18 febbraio | Barbate > Barbate (cron. individuale) | 14,2  | David de la Cruz   | Tim Wellens         |
| Totale | Totale      | Totale                                | 708,1 |                    |                     |

## Squadre e corridori partecipanti
| N.      | Cod. | Squadra                         |
| ------- | ---- | ------------------------------- |
| 1-7     | MOV  | Movistar Team                   |
| 11-17   | SKY  | Team Sky                        |
| 21-27   | LTS  | Lotto Soudal                    |
| 31-37   | AST  | Astana Pro Team                 |
| 41-47   | EFD  | Team EF Education First-Drapac  |
| 51-57   | FDJ  | AG2R La Mondiale                |
| 61-67   | TLJ  | Team Lotto NL-Jumbo             |
| 71-77   | WGG  | Wanty-Groupe Gobert             |
| 81-87   | DEN  | Direct Énergie                  |
| 91-97   | CJR  | Caja Rural-Seguros RGA          |
| 101-107 | NIP  | Nippo-Vini Fantini-Europa Ovini |

| N.      | Cod. | Squadra                       |
| ------- | ---- | ----------------------------- |
| 111-117 | DMP  | Delko Marseille Provence KTM  |
| 121-127 | CCC  | CCC Sprandi Polkowice         |
| 131-137 | RNL  | Roompot-Nederlandse Loterij   |
| 141-147 | GAZ  | Gazprom-RusVelo               |
| 151-157 | SVB  | Sport Vlaanderen-Baloise      |
| 161-167 | VWC  | Veranda's Willems-Crelan      |
| 171-177 | ICA  | Israel Cycling Academy        |
| 181-187 | EUS  | Euskadi Basque Country-Murias |
| 191-197 | BBH  | Burgos-BH                     |
| 201-207 | RLY  | Rally Cycling                 |
| 211-217 | EUK  | Team Euskadi                  |

## Dettagli delle tappe

### 1ª tappa
- 14 febbraio: Mijas > Granada – 197,6 km

Risultati
| Pos. | Corridore         | Squadra     | Tempo    |
| ---- | ----------------- | ----------- | -------- |
| 1    | Thomas Boudat     | Direct      | 5h21'39" |
| 2    | Sacha Modolo      | Educ. First | s.t.     |
| 3    | Clément Venturini | AG2R        | s.t.     |

| Pos. | Corridore         | Squadra     | Tempo    |
| ---- | ----------------- | ----------- | -------- |
| 1    | Thomas Boudat     | Direct      | 5h21'39" |
| 2    | Sacha Modolo      | Educ. First | s.t.     |
| 3    | Clément Venturini | AG2R        | s.t.     |

### 2ª tappa
- 15 febbraio: Otura > Alto de las Allanadas – 140 km

Risultati
| Pos. | Corridore         | Squadra | Tempo    |
| ---- | ----------------- | ------- | -------- |
| 1    | Wout Poels        | Sky     | 3h38'04" |
| 2    | Luis León Sánchez | Astana  | a 2"     |
| 3    | Tim Wellens       | Lotto   | s.t.     |

| Pos. | Corridore         | Squadra | Tempo    |
| ---- | ----------------- | ------- | -------- |
| 1    | Wout Poels        | Sky     | 8h59'43" |
| 2    | Luis León Sánchez | Astana  | a 2"     |
| 3    | Tim Wellens       | Lotto   | s.t.     |

### 3ª tappa
- 16 febbraio: Mancha Real > Herrera – 165,1 km

Risultati
| Pos. | Corridore      | Squadra     | Tempo    |
| ---- | -------------- | ----------- | -------- |
| 1    | Sacha Modolo   | Educ. First | 3h48'17" |
| 2    | Carlos Barbero | Movistar    | s.t.     |
| 3    | Nelson Soto    | Caja Rural  | s.t.     |

| Pos. | Corridore         | Squadra | Tempo     |
| ---- | ----------------- | ------- | --------- |
| 1    | Wout Poels        | Sky     | 12h48'00" |
| 2    | Luis León Sánchez | Astana  | a 2"      |
| 3    | Tim Wellens       | Lotto   | s.t.      |

### 4ª tappa
- 17 febbraio: Siviglia > Alcalá de los Gazules – 191,2 km

Risultati
| Pos. | Corridore      | Squadra  | Tempo    |
| ---- | -------------- | -------- | -------- |
| 1    | Tim Wellens    | Lotto    | 4h36'23" |
| 2    | Mikel Landa    | Movistar | a 5"     |
| 3    | Jakob Fuglsang | Astana   | a 12"    |

| Pos. | Corridore      | Squadra  | Tempo     |
| ---- | -------------- | -------- | --------- |
| 1    | Tim Wellens    | Lotto    | 17h24'25" |
| 2    | Mikel Landa    | Movistar | a 9"      |
| 3    | Jakob Fuglsang | Astana   | a 16"     |

### 5ª tappa
- 18 febbraio: Barbate > Barbate – Cronometro individuale – 14,2 km

Risultati
| Pos. | Corridore        | Squadra  | Tempo  |
| ---- | ---------------- | -------- | ------ |
| 1    | David de la Cruz | Sky      | 17'11" |
| 2    | Andrey Amador    | Movistar | a 6"   |
| 3    | Stef Clement     | Lotto NL | a 7"   |

| Pos. | Corridore   | Squadra  | Tempo     |
| ---- | ----------- | -------- | --------- |
| 1    | Tim Wellens | Lotto    | 17h41'50" |
| 2    | Wout Poels  | Sky      | a 8"      |
| 3    | Marc Soler  | Movistar | a 27"     |

## Evoluzione delle classifiche
| Tappa              | Vincitore          | Classifica generale Maglia rossa | Classifica a punti Maglia ocra | Classifica scalatori Maglia verde | Classifica traguardi volanti Maglia bianca | Classifica a squadre  |
| ------------------ | ------------------ | -------------------------------- | ------------------------------ | --------------------------------- | ------------------------------------------ | --------------------- |
| 1ª                 | Thomas Boudat      | Thomas Boudat                    | Thomas Boudat                  | Lluís Mas                         | Silvan Dillier                             | CCC Sprandi Polkowice |
| 2ª                 | Wout Poels         | Wout Poels                       | Wout Poels                     | Lluís Mas                         | Silvan Dillier                             | CCC Sprandi Polkowice |
| 3ª                 | Sacha Modolo       | Wout Poels                       | Sacha Modolo                   | Lluís Mas                         | Silvan Dillier                             | CCC Sprandi Polkowice |
| 4ª                 | Tim Wellens        | Tim Wellens                      | Sacha Modolo                   | Lluís Mas                         | Aaron Welvist                              | Movistar Team         |
| 5ª                 | David de la Cruz   | Tim Wellens                      | Wout Poels                     | Lluís Mas                         | Aaron Welvist                              | Movistar Team         |
| Classifiche finali | Classifiche finali | Tim Wellens                      | Wout Poels                     | Lluís Mas                         | Aaron Verwilst                             | Movistar Team         |

## Classifiche finali

### Classifica generale - Maglia rossa
| Pos. | Corridore         | Squadra     | Tempo     |
| ---- | ----------------- | ----------- | --------- |
| 1    | Tim Wellens       | Lotto       | 17h41'50" |
| 2    | Wout Poels        | Sky         | a 8"      |
| 3    | Marc Soler        | Movistar    | a 27"     |
| 4    | Jakob Fuglsang    | Astana      | a 30"     |
| 5    | Luis León Sánchez | Astana      | s.t.      |
| 6    | Mikel Landa       | Movistar    | a 42"     |
| 7    | Steven Krujswijk  | Lotto NL    | a 1'19"   |
| 8    | Simon Clarke      | Educ. First | a 1'41"   |
| 9    | Andrey Amador     | Movistar    | a 1'51"   |
| 10   | Chris Froome      | Sky         | a 1'57"   |

### Classifica a punti - Maglia ocra
| Pos. | Corridore         | Squadra     | Punti |
| ---- | ----------------- | ----------- | ----- |
| 1    | Wout Poels        | Sky         | 50    |
| 2    | Tim Wellens       | Lotto       | 49    |
| 3    | Sacha Modolo      | Educ. First | 45    |
| 4    | Luis León Sánchez | Astana      | 34    |
| 5    | Mikel Landa       | Movistar    | 34    |

### Classifica scalatori - Maglia verde
| Pos. | Corridore       | Squadra    | Punti |
| ---- | --------------- | ---------- | ----- |
| 1    | Lluís Mas       | Caja Rural | 29    |
| 2    | Álvaro Cuadros  | Caja Rural | 18    |
| 3    | Marco Minnaard  | Wanty      | 16    |
| 4    | Silvan Dillier  | AG2R       | 15    |
| 5    | Garikoitz Bravo | Euskadi    | 12    |

### Classifica traguardi volanti - Maglia bianca
| Pos. | Corridore       | Squadra    | Punti |
| ---- | --------------- | ---------- | ----- |
| 1    | Aaron Verwilst  | Sport Vl.  | 8     |
| 2    | Marco Minnaard  | Wanty      | 7     |
| 3    | Álvaro Cuadros  | Caja Rural | 6     |
| 4    | Silvan Dillier  | AG2R       | 5     |
| 5    | Garikoitz Bravo | Euskadi    | 5     |